# Vicky de Almeida
Maria Vitória „Vicky“ von Schirnding de Almeida (* 1959 in Lissabon; † 21. Februar 1986 bei Porto) war ein portugiesisch-deutsches Model und Schauspielerin. Sie wurde in Portugal meist nur Vicky genannt.

## Leben
Vicky wurde 1959 in Lissabon als Tochter eines Portugiesen und einer Deutschen geboren. Sie wuchs danach zwischen Lissabon, Alverca und München auf.
Noch vor ihrem 20. Geburtstag begann sie, als Mode- und Werbemodel zu arbeiten. Nach zwei Statistenrollen in portugiesischen Kinoproduktionen gab ihr Joaquim Leitão die Hauptrolle in seinem beachteten Kriminaldrama Duma Vez por Todas, in dem sie die Filmkritik überzeugte.
Sie starb jedoch noch vor der Fertigstellung des Films bei einem Autounfall nahe Porto im Alter von 27 Jahren.

## Filmografie
- 1980: Kilas, o Mau da Fita; Regie: José Fonseca e Costa
- 1986: Duma Vez por Todas; Regie: Joaquim Leitão
- 1987: O Bobo; Regie: José Álvaro Morais